# یوغی‌جلبکان
یوغی‌جلبکان(نام علمی: Zygnemophyceae) نام یک رده از شاخه سنگ‌خزه‌تباران است.